# Xylopsocus intermedius
Xylopsocus intermedius là một loài bọ cánh cứng trong họ Bostrichidae. Loài này được Damoiseau in Damoiseau & Coulon miêu tả khoa học năm 1993.